# Adenosma subrepens
Adenosma subrepens là một loài thực vật có hoa trong họ Mã đề. Loài này được Benth. ex Hook.f. mô tả khoa học đầu tiên năm 1884.